# Dacnusa astarte
Dacnusa astarte är en stekelart som först beskrevs av Nixon 1948.  Dacnusa astarte ingår i släktet Dacnusa och familjen bracksteklar. Inga underarter finns listade i Catalogue of Life.